# Mirte
De mirte (Myrtus communis) is een plant uit de mirtefamilie (Myrtaceae). Het is een dichte, veelvertakte, groenblijvende struik. De plant groeit in het wild op droge, zonnige plekken in het Middellandse Zeegebied, maar wordt ook als sierstruik toegepast.
De mirte is de heilige plant in het zoroastrisme.
De mirte wordt circa 5 m hoog. De bladeren zijn eirond en 2-3 × 1,5 cm groot. Ze zijn aan de basis en aan de uiteinden toegespitst. Ze zijn donkergroen en leerachtig en voorzien van klieren. De twijg geeft een aromatische geur af bij kneuzing.

## Bloemen en vruchten

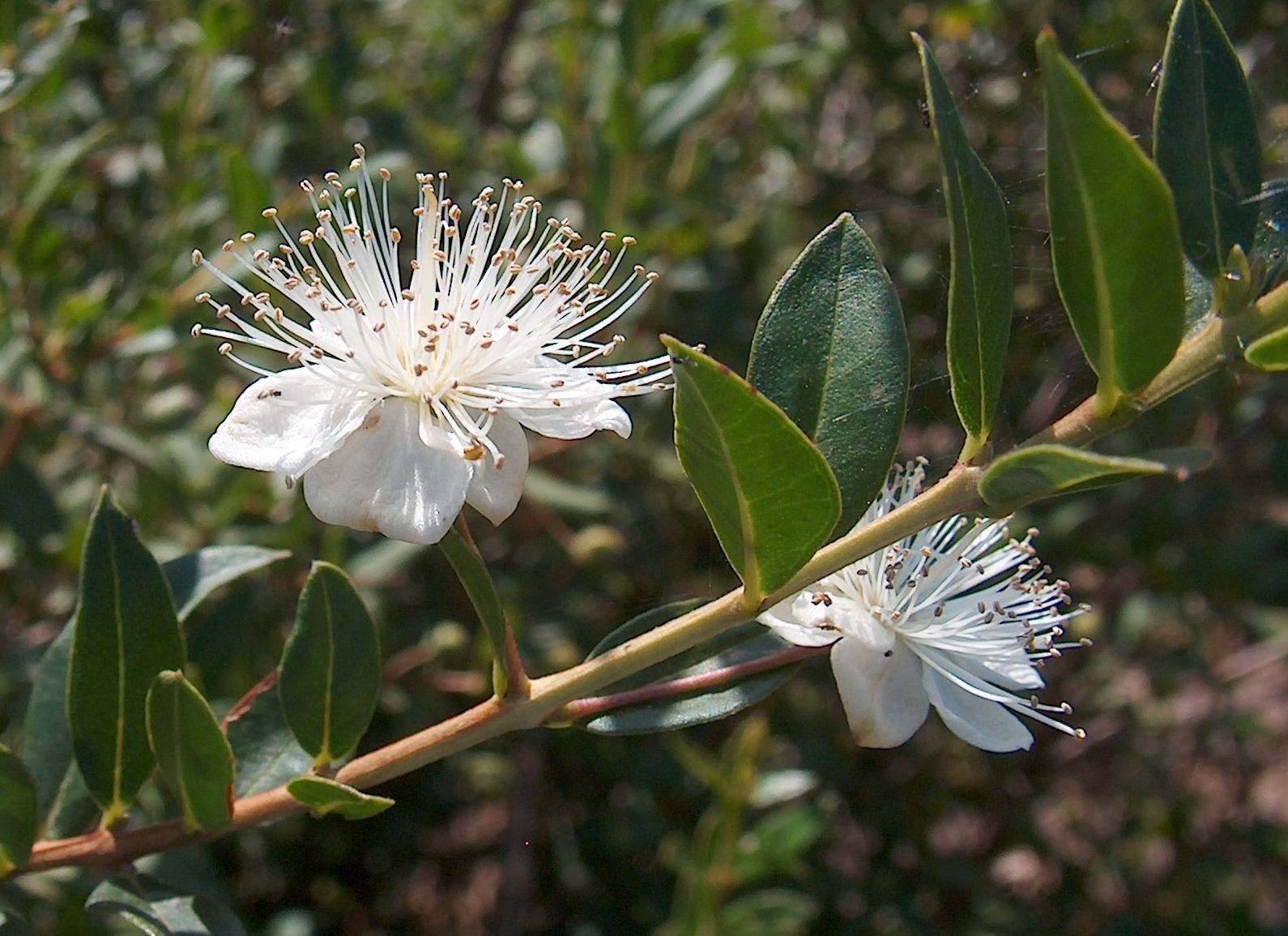
Bloemen

De bloemen zijn geurig en hebben een doorsnede van 2 cm. Er zijn vijf witte kroonblaadjes en talloze meeldraden. De bloemknoppen zijn bolvormig. De bloemen groeien aan lange stelen in de oksels van de bovenste bladeren.
De mirte heeft bolvormige, purperkleurige bessen die ongeveer 7 mm in doorsnede zijn.

## Gebruik
Het harde, knoestige hout heeft verschillende toepassingen. Zo wordt er houtskool van gebrand. De bladeren, bloemen en vruchten leveren een olie die in de parfumerie wordt gebruikt.
Op Soekot, het Loofhuttenfeest van de Joden worden drie op de eerste dag van het feest geplukte mirtetakjes samen met andere takken en een geurige vrucht gebruikt voor het "Loelav zwaaien", een gebruik dat op Wajiekra (Leviticus) 23:40-41 is gebaseerd. De geurige maar smakeloze mirtetakken of "hadassiem" symboliseren de Joden die de Thora niet bestuderen maar wel toepassen.
Ook zou de Mirte een gelukbrenger zijn bij het huwelijk en de vruchtbaarheid.
In Nederland geldt mirte als matig winterhard, maar valt op een beschutte plaats in luchtige grond in het westen te proberen. De struik zal dan zeker niet de hoogte bereiken als in de landen van oorsprong. Er zijn variëteiten onder andere een met bont blad en een met dubbele bloemen in de handel.
In Italië, met name op Sardinië, wordt van de bessen van de plant de likeur Mirto gemaakt. Mirte geeft verder de kenmerkende smaak aan de Bolognese worst mortadella.

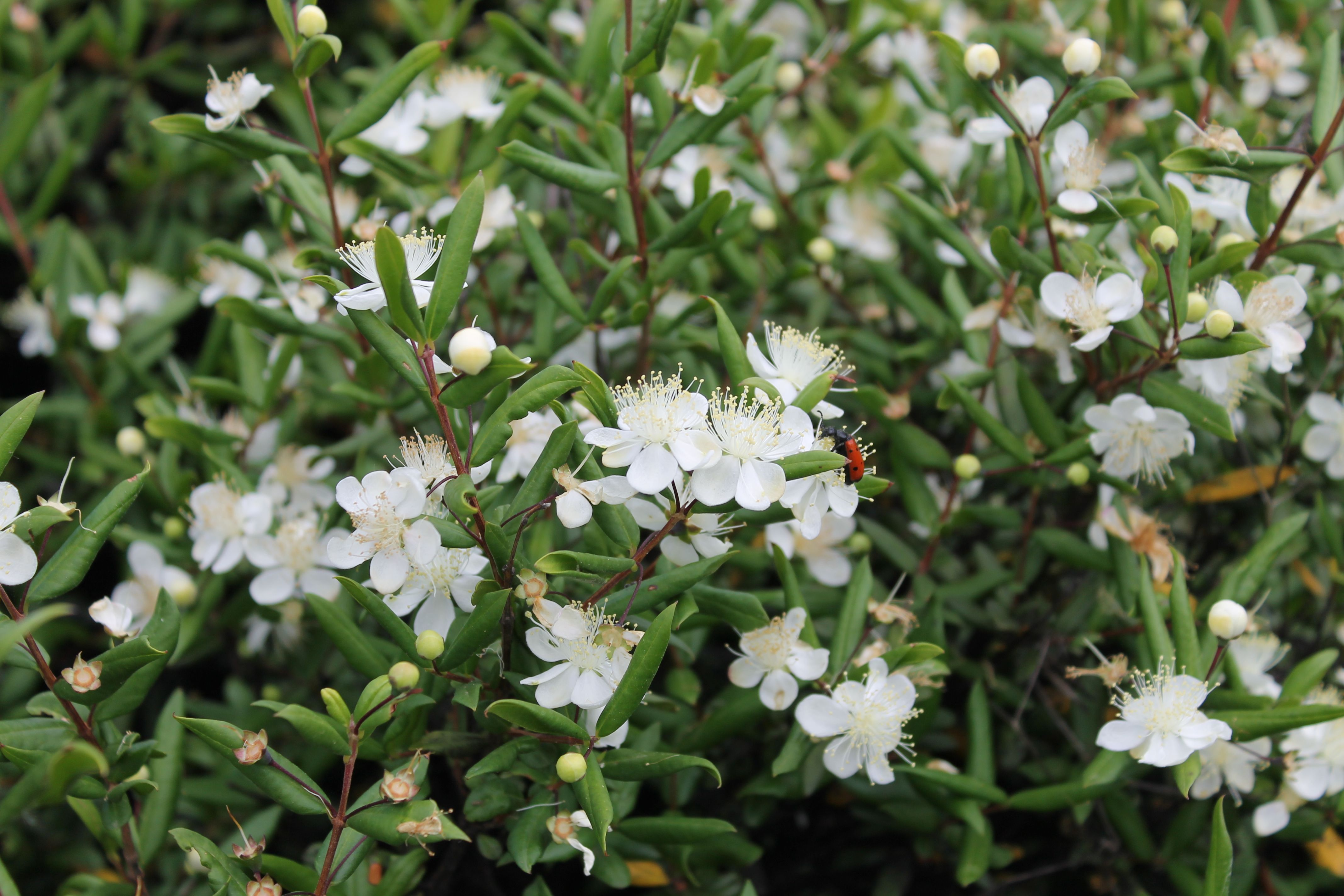
Een mirtestruik